# Polygrammodes leptorrhapta
Polygrammodes leptorrhapta is een vlinder uit de familie van de grasmotten (Crambidae), uit de onderfamilie van de Spilomelinae. De wetenschappelijke naam van deze soort is voor het eerst voorgesteld als Oeobia leptorrhapta door Edward Meyrick in een publicatie uit 1936.

## Verspreiding
De soort komt voor in Congo-Kinshasa.

## Waardplanten
De rups leeft op Stereospermum kunthianum (Bignoniaceae).